# Oosterpark Stadion
El Estadio Oosterpark fue el estadio del club de fútbol holandés FC Groningen hasta diciembre de 2005. Se hallaba en la ciudad de Groninga, de la homónima provincia septentrional de los Países Bajos.
Fue inaugurado el 30 de septiembre de 1933 y renovado en 1960, 1984 y 1987.
Desde 2006 el FC Groningen actúa en el nuevo estadio Euroborg, construido sobre las mismas instalaciones del Oosterpark.